# Leucophoebe
Leucophoebe är ett släkte av skalbaggar. Leucophoebe ingår i familjen långhorningar.
Kladogram enligt Catalogue of Life:
| Leucophoebe | \| \| Leucophoebe albaria \| \| \| \| \| \| Leucophoebe kempfi \| \| \| \| \| \| Leucophoebe pictilis \| \| \| \| |
|             | \| \| Leucophoebe albaria \| \| \| \| \| \| Leucophoebe kempfi \| \| \| \| \| \| Leucophoebe pictilis \| \| \| \| |
|             | Leucophoebe albaria                                                                                               |
|             | |
|             | Leucophoebe kempfi                                                                                                |
|             | |
|             | Leucophoebe pictilis                                                                                              |
|             | |